# Scott Bessent
Scott Kenneth Homer Bessent (Conway, 21 agosto 1962) è un imprenditore statunitense, segretario al tesoro degli Stati Uniti d'America nella seconda amministrazione Trump dal 28 gennaio 2025.
Miliardario e gestore di hedge fund, è stato socio del Soros Fund Management dal 1991 al 2015 e fondatore della società d'investimento Key Square Group.
Apertamente gay, Bessent è stato un importante finanziatore e donatore per la campagna presidenziale di Donald Trump, nonché suo consigliere economico. A fine novembre 2024, il neoeletto presidente Trump lo ha scelto come potenziale Segretario al tesoro degli Stati Uniti d'America, confermato poi dal Senato degli Stati Uniti alla carica il 27 gennaio 2025 con un voto di 68-29. 

## Biografia
Di origine ugonotta, Scott Kenneth Homer Bessent è nato nell'agosto del 1962 a Conway, nella Carolina del Sud, il maggiore dei tre figli di Barbara (nata McLeod) e Homer Gaston Bessent Jr., un agente immobiliare.
Bessent ha conseguito una laurea in scienze politiche presso l'Università Yale nel 1984. Mentre era al college, è stato redattore per The Yale Daily News, presidente della Wolf's Head Society, presidente dello Yale Alumni Fund e assistente del direttore dell'atletica leggera.
Bessent ha fatto uno stage con Jim Rogers. Dopo la laurea, ha lavorato presso Brown Brothers Harriman, Kynikos Associates (Jim Chanos) e altri. Bessent è entrato a far parte di Soros Fund Management (SFM) nel 1991 e ne è stato partner per tutti gli anni '90, diventando infine capo dell'ufficio di Londra. Nel 1992, Bessent era un membro di spicco della squadra dei scommettitori sul crollo della sterlina britannica del "Mercoledì Nero" raccogliendo oltre 1 miliardo di dollari per l'azienda. La sua scommessa contro lo yen giapponese nel 2013 ha portato ulteriori profitti.
Dopo essersi dimesso da SFM nel 2000, Bessent ha fondato un hedge fund da 1 miliardo di dollari. Il fondo è stato chiuso nel 2005. Bessent ha detto di aver imparato che non dovrebbe cambiare il suo stile o la struttura dell'azienda a causa delle preferenze degli investitori. È stato anche consulente senior per gli investimenti presso il fondo di fondi Protégé Partners. Bessent è tornato a Soros Fund Management ed è stato chief investment officer dal 2011 al 2015. Ha lasciato nel 2015 per avviare una nuova azienda, Key Square Group.

### Key Square Group
Bessent ha fondato Key Square Group nel 2015 con Michael Germino, che era stato responsabile globale dei mercati dei capitali presso SFM. Key Square utilizza la geopolitica e l'economia per fare investimenti macro. Key Square ha ricevuto un investimento di 2 miliardi di dollari da George Soros. Alla fine del 2017, il patrimonio di Key Square era di 5,1 miliardi di dollari. I rendimenti dei principali fondi di Key Square sono aumentati del 13% nel 2016, ma hanno perso denaro o sono andati in pareggio ogni anno dal 2017 al 2021 prima di ottenere importanti guadagni nel 2021, 2022 e 2023. Il track record incoerente ha spaventato i clienti. Gli asset in gestione si sono ridotti da 5,1 miliardi di dollari nel 2017 a 577 milioni di dollari nel 2023 e il numero di investitori istituzionali è diminuito da 180 a 20 nello stesso periodo.
Come parte di un accordo prestabilito, l'azienda ha restituito nel 2018 il capitale di Soros mentre acquisiva altri beni. Tra i suoi investitori c'è il fondo sovrano australiano, Future Fund.

### Politica
Nel 2000, Bessent ha ospitato una riunione per una raccolta fondi per Al Gore nella sua casa di East Hampton, New York. Ha anche fatto donazioni a Hillary Clinton e Barack Obama. Nel 2016 Bessent ha donato 1 milione di dollari al comitato inaugurale presidenziale di Donald Trump del 2017. Nel 2023 e nel 2024, Bessent ha donato più di 1 milione di dollari alla campagna di Donald Trump per il 2024.
Nel febbraio 2024 Bessent ha ospitato una raccolta fondi a Greenville, nella Carolina del Sud, che ha raccolto quasi 7 milioni di dollari per la campagna di Trump del 2024. Nell'aprile 2024, Bessent è stato ospite di una raccolta fondi a Palm Beach, in Florida, che ha raccolto 50 milioni di dollari per la campagna di Trump. Nel luglio 2024, Bloomberg Businessweek ha riferito che Bessent è stato un consulente economico chiave di Trump. Ha proposto un piano economico in tre punti per Trump modellato sulla politica economica delle "Tre Frecce" del primo ministro giapponese Shinzō Abe. Bessent ha elogiato la proposta di Trump di attuare tariffe ampie. Per quanto riguarda l'impegno di Trump di imporre dazi generalizzati del 20% su tutte le importazioni, Bessent ha sostenuto che queste "erano posizioni massimaliste che sarebbero state probabilmente annacquate nei colloqui con i partner commerciali".

### Segretario del Tesoro (2025-oggi)
Il 22 novembre 2024, il presidente eletto Trump ha annunciato la sua intenzione di nominare Bessent come segretario al tesoro degli Stati Uniti nella sua seconda amministrazione. Bessent è il primo segretario del Tesoro apertamente gay, il secondo segretario di gabinetto di un Dipartimento esecutivo confermato dal Senato apertamente gay dopo Pete Buttigieg, e la quinta persona apertamente gay a servire in una capacità a livello di gabinetto, compresi i titolari di cariche ad interim e gli uffici elevati al rango di gabinetto (dopo Demetrios Marantis, Richard Grenell, Buttigieg e Vince Micone).
Bessent è comparso davanti alla Commissione Finanze del Senato degli Stati Uniti il 16 gennaio 2025. Durante l'udienza, Bessent ha difeso i piani per imporre tariffe, ha sostenuto l'estensione dei tagli fiscali e ha chiesto politiche economiche più severe su Cina e Russia. La Commissione per le finanze del Senato degli Stati Uniti ha avanzato la sua nomina al Senato degli Stati Uniti con un voto di 16 a 11 il 21 gennaio 2025. Il Senato ha votato 68 a 29 per approvare la sua nomina il 27 gennaio.
Bessent ha prestato giuramento come 79° Segretario del Tesoro dal giudice della Corte Suprema Brett Kavanaugh il 28 gennaio 2025.